# Sven Breugelmans
Sven Breugelmans (Turnhout, Bélgica, 12 de agosto de 1979) es un expiloto de Motocross Belga, fue 2 veces campeón del mundo en la categoría MX3 en 2005 y 2008.

## Palmarés
- Campeón del Mundo en 2005 de MX3.
- Campeón del Mundo en 2008 de MX3.